# Nicola Chesini
Nicola Chesini (né le 18 janvier 1974 à Negrar) est un coureur cycliste italien, professionnel de 2000 à 2002.

## Biographie
Nicola Chesini devient coureur professionnel en 2000 au sein de l'équipe Mapei-QuickStep.
En mai 2002, il dispute le Tour d'Italie. Il est interpellé et mis en examen pour trafic de produits dopant à l'arrivée de la cinquième étape, dans le cadre d'une enquête impliquant plusieurs coureurs de l'équipe Panaria,

## Palmarès

### Palmarès amateur
- 1996
  - Champion de Vénétie espoirs
  - Mémorial Enrico Panicali
  - 3e du Grand Prix de Roncolevà
  - 3e du Mémorial Vincenzo Mantovani
- 1997
  - 11e étape du Baby Giro
  - 3e du Trofeo Mamma e Papà Cioli
  - 3e du Giro delle Tre Provincie
  - 3e du Circuito del Porto
- 1998
  - Trofeo Mamma e Papà Cioli
  - Circuito del Porto
  - Targa d’Oro Città di Legnano
  - Memorial Roberto e Santo Bregalanti
  - 2e de la Coppa San Geo
  - 3e du Trofeo Franco Balestra
  - 3e du Trophée de la ville de Castelfidardo
- 1999
  - Trophée de la ville de Castelfidardo
  - Coppa Città di Melzo
  - Coppa Caduti Nervianesi
  - Trophée Antonietto Rancilio
  - Gran Premio della Possenta
  - Circuito Castelnovese
  - 2e du Giro delle Tre Provincie
  - 2e du Trofeo Franco Balestra
  - 3e de la Coppa San Geo

### Palmarès professionnel
- 2001
  - 5e étape de la Semaine internationale Coppi et Bartali